# Saúca
Saúca è un comune spagnolo di 58 abitanti situato nella comunità autonoma di Castiglia-La Mancia.
Il comune comprende la località di Jodra del Pinar.